# Chaetomiaceae
Chaetomiaceae G. Winter – rodzina grzybów z rzędu Sordariales (Sordariales).

## Charakterystyka
Grzyby mikroskopijne, większość gatunków to saprotrofy, najczęściej występujące na rozkładającym się drewnie lub na innych organicznych podłożach bogatych w celulozę. Niektóre gatunki są patogenami roślin, powodującymi plamistość liści, w rodzinie tej znajdują się także najbardziej znane gatunki grzybów termofilnych. Na powierzchni podłoża tworzą kuliste lub kolbowate owocniki typu klejstotecjum lub perytecjum, o barwie od ciemnobrunatnej do czarnej, cienkościenne i pokryte dobrze rozwiniętymi, zwykle brunatnymi, morfologicznie zróżnicowanymi i różnie ułożonymi włoskami. Worki maczugowate lub cylindryczne, pierwościenne. Askospory często niesymetryczne, o barwie od jasnooliwkowej do ciemnobrunatnej, z jedną porą rostkową. Askospory wydostają się z worka w postaci wilgotnej masy utrzymującej się między włoskami owocnika.
Ostatnie badania wykazały, że większość tradycyjnie zdefiniowanych rodzajów w Chaetomiaceae jest wysoce polifiletyczna. Wiele z tych rodzajów opartych na morfologii, takich jak Chaetomium, Thielavia i Humicola, zostało zdefiniowanych na nowo przy użyciu wielogenowej analizy filogenetycznej połączonej z morfologią, wiele gatunków przeniesiono do innych, często nowo utworzonych rodzajów. W wyniku przeprowadzonych analiz filogenetycznych, molekularnych i morfologicznych w 2022 r. w rodzinie tej zaakceptowano 50 rodzajów i 275 gatunków.

## Systematyka
Pozycja w klasyfikacji według Index Fungorum
Chaetomiaceae, Sordariales, Sordariomycetidae, Sordariomycetes, Pezizomycotina, Ascomycota, Fungi.
Rodzaje
Takson utworzył w 1885 r. Heinrich Georg Winter. Według aktualizowanej klasyfikacji Index Fungorum bazującej na Dictionary of the Fungi do rodziny tej należą liczne rodzaje. M.in. są to:
- Arcopilus X.Wei Wang, Samson & Crous 2016
- Chaetomium Kunze 1817
- Collariella X.Wei Wang, Samson & Crous 2016
- Dichotomopilus X.Wei Wang, Samson & Crous 2016
- Humicola Traaen 1914
- Pseudohumicola X. Wei Wang, P.J. Han, F.Y. Bai & Houbraken 2022
- Trichocladium Harz 1871
- Staphylotrichum J. Mey. & Nicot 1957
- Subramaniula Arx 1985
- Xanthiomyces X. Wei Wang & Houbraken 2022

Nazwy naukowe na podstawie Index Fungorum. Wybrano rodzaje występujące w Polsce.